# Rebecca Black
Rebecca Black (ur. 21 czerwca 1997 w Anaheim, Kalifornia) – amerykańska wokalistka, która zadebiutowała singlem Friday wydanym 14 marca 2011 przez wytwórnię ARK Music Factory. Wokalistka ma korzenie meksykańskie, włoskie, angielskie oraz polskie.
Friday otrzymał bardzo negatywne oceny, przez wielu krytyków muzycznych został nazwany „najgorszą piosenką wszech czasów”. Niskobudżetowy teledysk do piosenki Friday zamieszczony w serwisie YouTube stał się internetowym fenomenem – obejrzano go 420 milionów razy, został jednym z 30 najpopularniejszych filmów w historii serwisu. Teledysk został usunięty w połowie czerwca 2011 z powodu otrzymania roszczenia dotyczącego praw autorskich przez Rebeccę Black. Kilka miesięcy później teledysk został przywrócony. W 2021 roku wydała EP „Rebecca Black Was Here”, a 9 lutego 2023 roku ukazał się jej debiutancki album „Let Her Burn”. 
Black wystąpiła w teledysku Katy Perry do piosenki Last Friday Night (T.G.I.F.). 

## Dyskografia

### EP
- 2017: RE/BL
- 2021: Rebecca Black Was Here

### Single
| Tytuł                | Rok  | Najwyższa pozycja | Najwyższa pozycja | Najwyższa pozycja | Najwyższa pozycja | Najwyższa pozycja | Najwyższa pozycja |
| Tytuł                | Rok  | AUS               | CAN               | IRL               | NZ                | UK                | US                |
| -------------------- | ---- | ----------------- | ----------------- | ----------------- | ----------------- | ----------------- | ----------------- |
| Friday               | 2011 | 40                | 61                | 46                | 33                | 60                | 58                |
| My Moment            | 2011 | --                | --                | --                | --                | --                | --                |
| Person Of Interest   | 2011 | --                | --                | --                | --                | --                | --                |
| Sing It              | 2012 | --                | --                | --                | --                | --                | --                |
| In Your Words        | 2012 | --                | --                | --                | --                | --                | --                |
| Saturday (Dave Days) | 2013 | --                | --                | --                | --                | --                | 55                |
| The Great Divide     | 2016 | --                | --                | --                | --                | --                | --                |
| Foolish              | 2017 | --                | --                | --                | --                | --                | --                |
| Heart Full Of Scars  | 2017 | --                | --                | --                | --                | --                | --                |
| Scream               | 2017 | --                | --                | --                | --                | --                | --                |
| Satelite             | 2018 | --                | --                | --                | --                | --                | --                |
| Anyway               | 2019 | --                | --                | --                | --                | --                | --                |
| Do You?              | 2019 | --                | --                | --                | --                | --                | --                |
| Sweetheart           | 2019 | --                | --                | --                | --                | --                | --                |